# ACAZ C.2
 (фр. ACA Zeebruge C.2) је белгијски ловачки авион и извиђач. Авион је први пут полетео 1926. године Фабрика „Ваздухопловни конструкторски студио Зибруге“ (фр. Ateliers de constructions aeronautiques Zeebrugge - ACAZ) је израдила само један прототип овог авиона. Највећа брзина авиона при хоризонталном лету је износила 250 km/h.
Распон крила авиона је био 12,50 метара, а дужина трупа 8,25 метара. Био је наоружан са три митраљеза калибра 7,92 mm

## Технички опис
Труп авиона је правоугаоног попречног пресека. Носећа конструкција је просторна решеткаста конструкција направљена од заварених танкозидих челичних цеви. Предњи део авиона где је смештем мотор је обложен алуминијумским лимом све до нападне ивице доњег крила а остали део трупа је обложен импрегнираним обојеним платном. У трупу са налазе два кокпита смешених један иза другог (тандем распоред). У предњем се налази пилот а у другом кокпиту седи стрелац или осматрач у зависности од намене авиона.
Погонска група овог авиона је 12-цилиндрични течншћу хлађен мотор Хиспано-Суиза 12Ха снаге 450 KS и двокрака метална елиса фиксног корака.
Крила су правоугаоног облика са полукружним завршетком. Горње крило је имало позитиван диедар а померено је ка кљуну авиона у односу на доње.  Конструкција крила је метална са две рамењаче. и пресвучена су импрегнираним платном. Крила су међусобно повезана са сваке стране са по паром упорницама и челичним сајлама као затезачима. Елерони се налазе и на горњем и доњем крилу са крутом везом између њих. Конструкција им је дрвена, облога је од платна.
Репне површине код овог авиона су класичне, састоје се од вертикалног и хоризонталних стабилизатора на које су прикључени кормило правца и кормила дубине. Носећа конструкција је од дуралумина а облога од импрегнираног ватроотпорног платна.
Стајни трап је био класичан фиксан са осовином, а на репном делу се налазила еластична дрвена дрљача.

## Наоружање
| Наоружање авиона: Ателије де конструксионс аеронаутикес Зибруге |            |
| Ватрено (стрељачко) наоружање                                   |            |
| Топ                                                             |            |
| Митраљез                                                        |            |
| Број и ознака митраљеза                                         | 3 x Викерс |
| Калибар                                                         | 7,92       |
| Бомбардерско наоружање (бомбе)                                  |            |
| Ракетно наоружање (ракете)                                      |            |

## Верзије
Различитих верзија овог авиона није било с обзиром да је авион произведен у једном примерку.

## Оперативно коришћење
Авион ACAZ C.2 је тестирало белгијско ваздухопловство 1926. године. Дана 9. марта 1928, трочлана посада (Тиффри, Ланг и Гурсин) покушала је да одлети у Белгијски Конго. Али авион је, због преоптерећења, морао да слети у Француску на поправку. На крају, С. 2 је повучен 25. јануара 1933. године.

## Земље које су користиле авион
- Белгија